# Haig-Thomas Island
Haig-Thomas Island ist eine unbewohnte Insel in der Qikiqtaaluk Region des kanadischen Territoriums Nunavut. Sie gehört zu den Sverdrup-Inseln, die wiederum Teil der Königin-Elisabeth-Inseln sind.

## Lage
Die langgestreckte Insel liegt im Massey Sound, wenige Kilometer vor der Südostküste der deutlich größeren Insel Amund Ringnes Island. Sie ist 14,5 km lang und bis zu 5,4 km breit. Im zentralen Teil erreicht sie eine Höhe von 94 m.

## Etymologie
Benannt ist die Insel nach dem britischen Ornithologen David Haig-Thomas (1908–1944), der sie im Frühjahr 1939 entdeckte, als er eine Schlittenreise von Grönland nach Amund Ringnes Island unternahm.